# رازدار
رازدار (انگلیسی: Confidant)شخصیت فرعی نمایش که شخصیت اصلی، مقاصد و افکار خود را با او در میان می‌گذارد و به‌این‌ترتیب تماشاگر از حوادث و رویدادهای به نمایش‌درنیامدهٔ داستان آگاه می‌شود.